# 鮈麗魚屬
鮈麗魚屬，是條鰭魚綱䲁形目麗魚科下的一個屬。

## 分類
本屬屬於褶唇麗魚亞科，目前被認可的種如下：
- 哀思鮈麗魚 Gobiocichla ethelwynnae
- 伍氏鮈麗魚 Gobiocichla wonderi